# Víctor Niño
Víctor Niño Corredor (* 6. April 1973 in Paipa) ist ein kolumbianischer Straßenradrennfahrer.
Victor Niño gewann 2002 eine Etappe bei der Vuelta al Tolima. 2004 war er dort wieder auf einem Teilstück erfolgreich. Außerdem gewann er jeweils eine Etappe bei der Vuelta a Antioquia und bei der Vuelta a Costa Rica sowie die Gesamtwertungen bei der Vuelta a Boyacá (auch 2011) und beim Clásica de la Consolación. Im nächsten Jahr gewann er die Gesamtwertung beim Clásica del Meta, eine Etappe bei der Vuelta a Colombia und das Mannschaftszeitfahren beim Doble Copacabana Grand Prix Fides. 2006 und 2007 war er jeweils auf einem Teilstück beim Doble Sucre Potosí GP Cemento Fancesa erfolgreich. In der Saison 2008 konnte Niño den Prolog des Clásica Alcaldía de Pasca für sich entscheiden. 2009 gewann er die vierte Etappe bei der Vuelta a la Independencia Nacional. 2012 siegte er auf einem Teilstück der Tour de Taiwan.
Victor Niños älterer Bruder Libardo Niño wurde unter anderem kolumbianischer und panamerikanischer Zeitfahrmeister.

## Erfolge
1998
- eine Etappe Vuelta a Guatemala

2004
- eine Etappe Vuelta a Costa Rica

2005
- eine Etappe Vuelta a Colombia
- eine Etappe Doble Copacabana Grand Prix Fides (Mannschaftszeitfahren)

2006
- eine Etappe Doble Sucre Potosí GP Cemento Fancesa

2007
- eine Etappe Doble Sucre Potosí Grand Prix

2009
- eine Etappe Vuelta a la Independencia Nacional

2011
- eine Etappe Vuelta Ciclista Chiapas

2012
- eine Etappe Tour de Taiwan

## Teams
- Agua Natural Glacial
- 1996 Glacial-Selle Italia
- 1997 Gaseosas Glacial
- 1998 Kross-Selle Italia
- 1999 Lotería de Boyacá-Apuestas Chiquinquirá
- 2000 Lotería de Boyacá
- 2001 Lotería de Boyacá
- 2002 Lotería de Boyacá
- 2003 Lotería de Boyacá
- 2004 Lotería de Boyacá
- 2005 Lotería de Boyacá
- 2006 Lotería de Boyacá
- 2007 EBSA-Coordinadora de Boyaca
- 2008 EBSA-Coordinadora
- 2009 EBSA
- 2010 EBSA
- 2011 EBSA
- 2012 Azad University Cross Team
- 2012 Lotería de Boyacá-Indeportes Boyacá
- 2013 RTS-Santic Racing Team (bis 15. Mai)
- 2013 EBSA-Indeportes Boyacá (ab 16. Mai)
- 2014 Start-Trigon Cycling Team (bis 24. Juni)
- 2014 RTS-Santic Racing Team (ab 25. Juni)  1